# Arnulf al II-lea de Flandra
Arnulf al II-lea de Flandra (n. 960 sau 961 – d. 30 martie, 987) a fost conte de Flandra din anul 965 și până la moartea sa. 

## Viața
Arnulf era fiul contelui Balduin al III-lea de Flandra și al Matildei de Saxonia din familia Billungilor, fiică a ducelui Hermann de Saxonia. Tatăl lui Arnulf a murit în anul 962, pe când Arnulf era copil, iar bunicul său, Arnulf I, se afla încă în viață. Trei ani mai târziu, când Arnulf I a încetat din viață (965), regența a fost preluată de ruda sa, Balduin Balso, care la rândul său a murit în 973.
Înainte ca Arnulf să atingă majoratul în 976, Flandra a pierdut unele dintre teritoriile sale din sud ocupate anterior de către Arnulf I. Acesta din urmă, ca regent, a fost nevoit să cedeze unele porțiuni din Picardia către regele Lothar al Franței, tocmai în scopul de a asigura succesiunea nepotului său, și a oferit Boulogne ca fief unei alte rude. Tot în timpul minoratului lui Arnulf al II-lea, regele Lothar a dobândit Ponthieu, pentru a-l oferi lui Hugo Capet.
Arnulf a murit în 987 la vârsta de 26 de ani. La puțină vreme după moartea sa, văduva sa s-a recăsătorit cu regele Robert al II-lea al Franței, ca primă soție a acestuia.

## Căsătorie și urmași
În anul 968, Arnulf s-a căsătorit cu Rozala de Lombardia, fiică a marchizului Berengar de Ivrea,, din căsătorie rezultând doi copii: 
- Balduin IV, care i-a succedat lui Arnulf sub numele de Balduin al IV-lea.[4]

- Matilda, care a încetat din viață înainte de 995.[4]